# Gianluca Becuzzi
Gianluca Becuzzi (Piombino, 20 settembre 1962) è un musicista e compositore italiano di musica elettroacustica.
Già fondatore dei Limbo, progetto di dark wave elettronica attivo per tutti gli anni '90, dal 2000 Becuzzi, dapprima con la sigla Kinetix e poi a proprio nome, passa ad una chiara impronta informale-sperimentale e a un interesse per il rumore, caricandosi di elementi concettuali affini alla sound art.

## Biografia

### Limbo (1984-2000)
Durante gli studi di pittura all'Accademia di Firenze, Becuzzi entra in contatto con la nascente scena post-punk della città. Nel 1984 con l'aiuto di due amici fonda Limbo, progetto musicale legato alla dark wave elettronica, attivo per tutti gli anni '90.

### Kinetix (2001-2006)
Negli anni 2000 produce in proprio cinque album, basati su un'esplorazione del micro-rumore digitale articolato in forma di glitch e sinewave. Nel 2003 esce su CD per SmallVoices Selected E_Missions, sorta di compendio di questo primo periodo al quale farà seguito, nel 2005, sempre per la stessa label, il doppio CD 'White Rooms'. L'anno successivo, nel 2006, è la volta della riedizione, rivista e corretta, di Possible Forms, un'opera formata da due CD pensati per esser riprodotti simultaneamente. Il nuovo titolo è 'Gestaltsystem 01:: Possible Forms ::', edito dalla moscovita Monochrome Vision. Quando nel 2010 Silentes pubblica il CD Final Archives, contenente musiche composte da Kinetix per installazioni audio-visive e performance, è già impegnato in una nuova fase creativa, siglata con il proprio nome anagrafico.
La sigla Kinetix tornerà con coordinate stilistiche rinnovate nel 2016. L'album Urban Nightscapes presenta un'elettronica a forte impronta ritmica di matrice dub-breakbeat che ha per temi la psicogeografia del paesaggio urbano, l'estetica dei non-luoghi e le distopie contemporanee.

### Carriera solista (2006-)
L'album Memory Makes Noise, pubblicato nel 2006, segna l'inizio di una nuova fase, elettroacustica e autografa, nella quale convivono ambient, drone music, manipolazione di oggetti trovati, rumorismo concreto e field recording. Tra 2006 e 2011 Becuzzi vive a Berlino, da dove pubblica una serie di album con Fabio Orsi. Dal 2011 pubblica con Silentes [In]Visible Fields, doppio CD che raccoglie musiche composte per teatro, danza, performance e installazioni, Nothing Is What It Seems, Eternally Now e a seguire anche il CDr Haunted e la cassetta B, raccolti poi nel 2014 in un unico CD intitolato [B]Haunted. Escludendo gli album a più firme, la serie continua con il doppio Trax To Trax (2012), We Can Be Everywhere (2014), Deceptionland (2015), la rilettura del primo repertorio di Limbo nel doppio CD Unholy Rituals Vol. I/II/III (2015), Faraway From Light (2016), primo di una serie di lavori per l'elvetica Luce Sia e infine The Bunker Years [2006-2014] (2019), raccolta di brani rari e inediti. Tutti lavori accomunicati da una generale attitudine sperimentale e un mood scuro, che conferiscono all'opera un carattere straniante.
Dal 2014 soggiorna a Cagliari e quindi a Roma, lavorando a una sintesi delle proprie esperienze artistiche (come già mostrato in Unholy Rituals Vol. I/II/III), anche con un nuovo interesse per la voce (già in Deceptioland), che riveste un ruolo ancora più centrale nei lavori con Massimo Olla: RedruM, del 2017 e TheenD, del 2018. In ultimo, la voce rimane l'unica fonte sonora di Voices [for solo voice] (2020), album d'ispirazione neo-primitivista-sciamanica del quale esiste anche una versione con percussioni etno-tribali intitolata Voices Rmx [for voice and percussions] (2020). Quest'ultima fase artistica di Becuzzi sembra voler creare un sistema di sintopie basato sulla dialettica di termini antinomici: elementi della tradizione e linguaggi delle avanguardie, ancestrale e moderno, passato e presente, presenza e assenza.

### Collaborazioni
Nella sua discografia molti titoli sono firmati assieme ad altri artisti della scena sperimentale italiana. Assieme a Fabio Orsi firma sette album tra 2006 e 2013, che fondono ambient music ed elementi weird folk, tra cui Muddy Speaking Ghosts Through My Machines (2006) e il doppio CD Dust, Tears and Clouds (2013) con campionamenti di vecchi brani blues registrati da Alan Lomax combinati con droni e rumori ambientali.
Con Luigi Turra produce In Winter (2012), album di ambient materica, a tratti armonica. Lo stesso anno con Corrado Altieri e Simon Balestrazzi pubblica In Memoriam J. G. Ballard (2012). Sono invece quattro gli artisti che con Becuzzi siglano 'A Poisonous, Black & White Iridescence Across Dangerously Amorphous Urban Landscapes' (2014): Lyke Wake, Noisedelik, Sshe Retina Stimulants e Uncodified. Collaborano inoltre alla realizzazione di 'We Can Be Everywhere' (2014): Svart1, Retina.It e Deison.
Con Massimo Olla infine pubblica RedruM, del 2017 e TheenD, del 2018; gli strumenti a corde e molle, denominati [D]Ronin, costruiti da Olla stesso, verranno adottati e utilizzati in più occasioni da Becuzzi.

### Noise Trade Company, Greyhistory
In parallelo all'attività da solista, si è dedicato dal 2000 a due progetti paralleli, Noise Trade Company e Greyhistory, non più attivi.
Operativo dal 2008 al 2014 con all'attivo cinque pubblicazioni, Noise Trade Company è stato un progetto d'impronta electro-post-punk in cui hanno suonato tre chitarristi: Paolo Cillerai, Fabio Orsi, Fabrizio Biscontri; un sassofonista: Valerio Cosi; due cantanti: Chiara Migliorini ed Elena De Angeli. Dall'electro con chitarre noise dei primi tre album, l'ensemble guidato da Becuzzi è passato a un suono d'ispirazione cinematografica, nelle ultime due pubblicazioni.
Greyhistory, progetto di Becuzzi cui ha partecipato con interventi di chitarra anche Fabio Orsi, è vissuto invece il breve spazio del biennio 2010-2011 rilasciando tre album in edizione speciale curata da Radical Matters. Greyhistory è stata una sorta di versione parodistica dell'estetica estrema del power electronics e dell'harsh noise, dotata di testi e immaginario unpop.

## Discografia

### come Kinetix
- 2003 - Selected E_Missions (CD) SmallVoices
- 2005 - White Rooms (2xCD) SmallVoices
- 2006 - Gestaltsystem 01:: Possible Forms :: (2xCD) Monochrome Vision
- 2010 - Kinetix / Pylône - Sonology (CD) Sound On Probation
- 2010 - Final Archives (CD) Silentes Minimal Editions
- 2016 - Urban Nightscapes (CD) Tiny Speaker
- 2020 - Sleepwalkers Society (CD) White Forest Records

### Da solista

#### Album in studio
- 2006 - Memory Makes Noise (CD) SmallVoices
- 2006 - Gianluca Becuzzi, Fabio Orsi - Muddy Speaking Ghosts Through My Machines (CD) A Silent Place
- 2007 - Gianluca Becuzzi, Fabio Orsi - The Stones Know Everything (2xCD) Digitalis Recordings
- 2007 - Gianluca Becuzzi, Fabio Orsi - Wild Flowers Under The Sofa (CD) Last Visible Dog
- 2008 - Gianluca Becuzzi, Fabio Orsi - Soundpostcards (CD) Cold Current Productions
- 2009 - Fabio Orsi, Gianluca Becuzzi, (etre) – So Far (CD) Porter Records
- 2011 - [In]Visible Fields (2xCD) Silentes Minimal Editions
- 2011 - Nothing Is What It Seems (CD) Silentes Minimal Editions
- 2011 - Eternally Now (CD) Lisca Records
- 2011 - Trax To Trax (2xCD) Silentes Minimal Editions
- 2012 - Altieri / Balestrazzi / Becuzzi - In Memoriam J.G.Ballard (CD) Old Europa Cafe
- 2012 - Gianluca Becuzzi / Luigi Turra - In Winter (CD) Silentes Minimal Editions
- 2013 - Gianluca Becuzzi | Fabio Orsi - Dust Tears And Clouds (2xCD) Silentes Minimal Editions
- 2014 - [B]Haunted (CD) Silentes Minimal Editions
- 2014 - Becuzzi - Lyke Wake - Noisedelik - Sshe Retina Stimulants - Uncodified – A Poisonous, Black & White Iridescence Across Dangerously Amorphous Urban Landscapes (CD) Swiss Dark Night
- 2014 - We Can Be Everywhere (CD) Final Muzik
- 2015 - Deceptionland (CD) Swiss Dark Night
- 2015 - Plays Limbo: Unholy Rituals Vol. I/II/III (2xCD) Silentes M.E.
- 2016 - Faraway From Light (CD) Luce Sia / S.M.Y.W. Prod. (2016)
- 2017 - Gianluca Becuzzi | Massimo Olla - RedruM (CD) Luce Sia / S.M.Y.W. Prod.
- 2018 - Gianluca Becuzzi | Massimo Olla - TheenD (CD) Luce Sia / S.M.Y.W. Prod.
- 2019 - The Bunker Years [2006-2014] (CD) St.An.Da
- 2020 - Voices [for solo voice] (CD) Luce Sia
- 2020 - In Between (2xCD) St.An.Da.
- 2021 - Mana (2xCD) St.An.Da.
- 2022 - DeepeR (CD) Luce Sia
- 2022 - Axis Mundi (2xCD) St.An.Da.
- 2023 - We Can Be Everywhere [2014-2023] (2xCD) Final Muzik

#### EP
- 2014 - Simon Balestrazzi / Gianluca Becuzzi - Final Muzik CD-Singles Club 03 (CDr, EP) Final Muzik

### Limbo

#### Noise Trade Company
- 2008 - Crash Test One (CD) N-Label
- 2010 - Just Consumers (2xCD) N-Label
- 2011 - Post Post Post (CD) EK Product
- 2012 - Reformation (CD) EK Product
- 2014 - Unfaithful Believers (CD) Space Race Records

#### Greyhistory
- 2010 - Lucifer Over Disneyland (CDr) Radical Matters
- 2010 - All Dead Stars (CDr) Radical Matters
- 2011 - Jesus From Las Vegas (CDr) Radical Matters